# Sandy Green
Sandy Green (anglès: James Alexander Green)  (Rochester, 26 de febrer de 1926 - Oxford, 7 d'abril de 2014) va ser un matemàtic britànic.

## Vida i obra
El seu pare era un professor de francès que va impartir classes a diverses universitat dels Estats Units i Canadà, per això Sandy Green va néixer Rochester (Nova York) i va començar la seva escolarització a Toronto, fins que el 1935 el pare va ser nomenat professor de la universitat de Cambridge. A Cambridge va continuar la seva escolarització a la Perse School fins al 1942, quan va ingressar a la universitat de St. Andrews per estudiar química, tot i que, en arribar, ja havia decidit estudiar matemàtiques. Es va graduar el 1944, en només dos anys, seguint les regulacions de guerra vigents i es va incorporar a l'equip del Newmanry a Bletchley Park. El 1946, després de treballar uns mesos al Royal Aircraft Establishment es va reincorporar a St Andrews per a obtenir el màster.
El 1947 va iniciar treballs de recerca a la universitat de Cambridge, en la qual va obtenir el doctorat el 1951 amb una tesi sobre semigrups dirigida per Philip Hall. A continuació va ser professor de les universitats de Manchester (fins al 1963), de Sussex (fins al 1965) i de Warwick (fins a la seva retirada el 1991). Després de retirar-se, es va establir a Oxford, on va ser membre del departament de matemàtiques de la universitat fins al 1994.
Tot i que només va publicar dos articles sobre el tema dels semigrups, aquests van ser enormement influents i van tenir gran impacte en la recerca posterior, ja que en ells va definir unes relacions d'equivalència dins dels semigrups, avui anomenades relacions de Green, que tenen moltes aplicacions. Green és conegut, sobre tot, per les seves aportacions en el camp de la teoria de la representació.